# Jelena Iljinyicsna Poljonova
Jelena Iljinyicsna Poljonova (oroszul: Елена Ильинична Полёнова; Uralszk, Szovjetunió, 1983. augusztus 20. –) orosz kézilabdázó, jelenleg a HK Zvezda Zvenyigorod játékosa. A 2008-as pekingi olimpián ezüstérmes orosz női válogatott tagja. Az olimpiai ezüstérmen kívül kétszeres világbajnok (2005, 2007), valamint Európa-bajnoki ezüst- és bronzérmes.